# سلیم بوادلا
سلیم بوادلا (انگلیسی: Selim Bouadla؛ زادهٔ ۲۶ اوت ۱۹۸۸) بازیکن فوتبال اهل فرانسه است.
از باشگاه‌هایی که در آن بازی کرده‌است می‌توان به باشگاه فوتبال آکادمیکا، باشگاه فوتبال پاریس، باشگاه فوتبال دبرتسنی، و باشگاه فوتبال لو آور اشاره کرد.